# Inoue Sadae

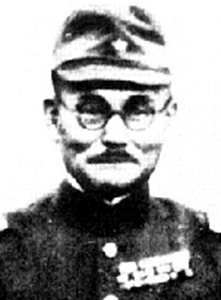
Inoue Sadae

Inoue Sadae (jap. 井上 貞衛; * 5. November 1886 in der Präfektur Kumamoto, Japan; † 26. Oktober 1961) war ein Generalleutnant der Kaiserlich Japanischen Armee.

## Leben
Der in der Präfektur Kumamoto geborene Inoue Sadae war der dritte Sohn eines Polizeioffiziers. Nach dem Besuch einer Militärgrundschule besuchte er die Kaiserlich Japanische Heeresakademie, welche er 1908 abschloss. Er nahm mit dem 44. Infanterieregiment an der Sibirischen Intervention teil. Nach Beginn des Zweiten Japanisch-Chinesischen Krieges wurde er zum Befehlshaber des 5. Infanterieregiments ernannt. In der Folgezeit stieg er schnell in den Rängen auf und wurde im März 1939 schließlich zum Generalmajor befördert und zum Befehlshaber der 33. Division ernannt. Ab 1941 diente er im Stab des Hauptquartiers der Taiwan-Armee. Nach der Beförderung zum Generalleutnant 1942 wurde Inoue zum Befehlshaber der in China stationierten 69. Division.
1943 wurde er auf gleicher Position zur 14. Division versetzt, welche auf dem Gebiet des japanischen Marionettenstaats Mandschukuo stationiert war. Mit der zunehmend schlechteren Lage Japans im Pazifikkrieg wurde der Bedarf an Truppen außerhalb Chinas stetig größer, sodass Inoue und seine 14. Division der Südarmee unterstellt und mit der Verteidigung von Palau beauftragt wurden. Sowohl Inoue als auch der Generalstab, welcher die Verteidigung angeordnet hatte, waren sich im klaren darüber, dass es der 14. Division ob der alliierten Überlegenheit an Männern und Material nicht möglich sein würde, Palau erfolgreich zu verteidigen. Die japanische Führung hoffte jedoch, dass eine Verteidigung bis zum letzten Mann die Alliierten so weit schwächen könnte, dass deren Vormarsch entscheidend verlangsamt würde.
Die 14. Division nahm schließlich an der Schlacht um die Palau-Inseln und der Schlacht um Peleliu teil. Obwohl die Division dabei aufgerieben wurde, konnte sie den Alliierten unverhältnismäßig hohe Verluste zufügen, da Inoue von der japanischen Taktik frontaler Selbstmordangriffe abwich und unter Ausnutzung des Terrains einen Abnutzungskrieg zu führen versuchte.
Nach der Kapitulation Japans wurde Inoue auf Guam inhaftiert und für Kriegsverbrechen der Klasse B und C angeklagt. 1949 wurde er von einem Militärtribunal zum Tode verurteilt, da er seine Kommandogewalt nicht ausreichend ausführte und es seinen Untergebenen somit ermöglichte, drei abgeschossene alliierte Piloten, die auf Palau gefangen genommen worden waren, hinzurichten. 1951 wurde die Strafe in Lebenslange Haft umgewandelt und 1953 wurde Inoue schließlich vorzeitig entlassen.